# Mihály Erdélyi
Dans le nom hongrois Erdélyi Mihály, le nom de famille précède le prénom, mais cet article utilise l’ordre habituel en français Mihály Erdélyi, où le prénom précède le nom.
Mihály Erdélyi, né à Szeged le 28 mai 1895 et mort à Budapest le 27 janvier 1979) est un compositeur, librettiste, acteur, et producteur hongrois, particulièrement connu dans la période de l'entre-deux-guerres.

## Biographie
Erdélyi est né à Szeged en 1895 et commence une carrière d'acteur et metteur en scène. Sa notoriété vient de ses opérettes, et beaucoup de ses airs sont entrés parmi les classiques hongrois en tant que musique folklorique, oubliant ainsi que leur origine était la comédie musicale hongroise. Parmi ses opérettes, on peut retenir Csókos regiment (1932), Fehérvári huszárok (1933), A csavargólány (1936), Sárgapitykés közlegény (1937), A zimberi-zombori szépasszony (1939), Sárgarigófészek (1940), Vedd le a kalapod a honvéd előtt (1942), et A két kapitány (1943).
A dorozsmai szélmalom lui assure une gloire durable. La chanson titre (Künn a dorozsmai határban) a été jouée à de nombreuses reprises et a fait l'objet de nombreux arrangements par des musiciens populaires de l'époque, comme Georges Boulanger, Barnabás von Géczy, Zarah Leander, Will Glahé, Ilja Livschakoff et Karsten Troyke. Il s'agit d'un fox-trot connu sous le nom de Puszta fox ou Le Moulin de Dorozsma. On la connaît en Amérique du Sud sous le titre de Amor en Budapest et en yiddish Budapesht.
Beaucoup d'œuvres d'Erdélyi sont patriotiques ou axées sur des militaires. Quand les communistes prennent le pouvoir après la guerre, ses œuvres sont interdites. Sa seule activité à partir de ce moment est un bref retour à la scène comme acteur entre 1955 et 1958.